# الوطية (المضاربة والعارة)

تعديل مصدري - تعديل

الوطية هي إحدى قرى عزلة العارة بمديرية المضاربة والعارة التابعة لمحافظة لحج، بلغ تعداد سكانها 173 نسمة حسب تعداد اليمن لعام 2004.